# Bačkovice (tvrz)
Tvrz v Bačkovicích se nacházela přímo ve vesnici Bačkovice, pravděpodobně se tvrziště nacházelo na břehu řeky Želetavky na severním okraji obce a to hned u mostu přes řeku. Terénní pozůstatky nejsou prokazatelné a prozatím neproběhl ani archeologický výzkum.

## Podoba
Nad řekou na severním okraji obce je na pravděpodobném místě viditelná polovina rozměrného valu o průměrné výšce 2 metry, ten se směrem k severu svažuje. Druhá část valu zanikla v zástavbě. Rozměry oválného valu jsou odhadovány na 90 x 67 metrů. Pravděpodobná podoba tvrze pak odpovídá tvrzi s dvojdílným jádrem. Šířka příkopů je odhadována na 20 metrů.

## Historie
Obec patřila v roce 1294 Oldřichovi z Hradce, později ji odkupovali další majitelé a tvrz byla postavena pravděpodobně až Adamem z Lovčovic, ten ves zakoupil v roce 1415. Na tvrzi nikdy nesídlil, žil v blízké Polici na zámku Police. V roce 1528 již byla tvrz označena za pustou a téhož roku byla zakoupena Janem z Tavíkovic a za česko-uherských válek byla tvrz zničena a její tehdejší majitel Hynek z Bačkovic ji již nikdy neobnovil.